# Depolarisering

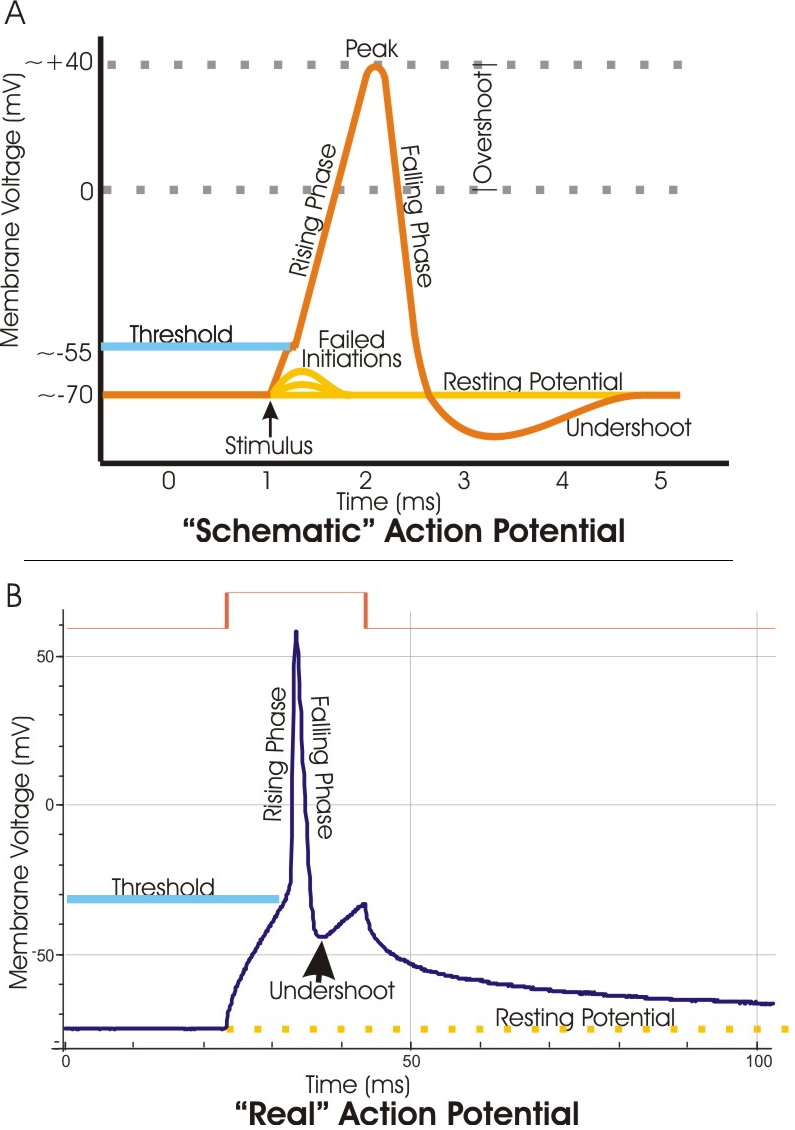
A. En schematisk bild av en så kallad ideal aktionspotential visar dess olika faser, när aktionspotentialen passerar genom en viss punkt i ett cellmembran. B. Den aktionspotential man kan registrera i verkligheten uppvisar oftast störningar i jämförelse med en ideala bilden på grund av variationer i den elektrofysiologiska, tekniska apparatur som används

Depolarisering av en nervcell innebär att natriumjoner (Na+) strömmar in genom Na+-jonkanaler i nervcellens membran, varvid den elektriska spänningen över cellmembranet ändras. Därmed neutraliseras den spänning på –70 mV som fanns från början i cytoplasman, och spänningen stiger ända tills att den istället blir positiv. När den positiva laddningen nått ett visst värde släpper cellkärnan ifrån sig en elektrisk impuls, vilken leds ut genom nervcellens axon (dess utåtledande utskott), antingen till en annan nervcell eller till en receptor någon annanstans i kroppen, exempelvis en muskelcell. I dagligt tal kallas detta en nervimpuls. När detta sker ökar den redan tidigare igångsatta utströmningen av kaliumjoner (K+) via K+-jonkanaler i cellmembranet. Därmed övergår depolariseringen i en repolarisering, så att ursprungsspänningen mellan extracellulärvätskan (vätskan som omger cellen) och nervcellen återställs. Det föreligger alltid en viss grundspänning, även kallad polarisation, mellan insidan och utsidan av ett cellmembran, där cellplasman är negativt laddad på grund av sitt innehåll av negativa så kallade anjoner.